# Barypeithes
Genre
Barypeithes est un genre de coléoptères appartenant à la sous-famille des Entiminae qui dépend de la famille des Curculionidae.

## Description
Les espèces de ce genre de charançons, qui vivent dans les litières forestières européennes, sont de petites dimensions, entre 2,5 mm et 4,5 mm de longueur. Leur corps sans écaille a la particularité d'être recouvert de poils sensoriels bien visibles, plus ou moins longs. Ces espèces sont de couleur sombre, de brun à noirâtre. Les antennes sont coudées et sont situées devant les yeux, petits et composés, de chaque côté de la tête.

## Synonymes
- Barypithes auct.
- Exomias Bedel, 1883

## Liste d'espèces
Selon Catalogue of Life (30 août 2014) :
- Barypeithes bosnicus
- Barypeithes brunnipes
- Barypeithes chevrolati
- Barypeithes dissimilis
- Barypeithes ganglbaueri
- Barypeithes heydeni
- Barypeithes holosericeus
- Barypeithes longicornis
- Barypeithes maritimus
- Barypeithes mollicomus
- Barypeithes montanus
- Barypeithes niviphilus
- Barypeithes noesskei
- Barypeithes osmanilis
- Barypeithes pellucidus
- Barypeithes pseudopyrenaeus
- Barypeithes ruficollis
- Barypeithes styriacus
- Barypeithes tenex
- Barypeithes virguncula

Selon ITIS (30 août 2014) :
- Barypeithes pellucidus (Boheman, 1834)

Selon NCBI (30 août 2014) :
- Barypeithes albinae
- Barypeithes araneiformis
- Barypeithes chevrolati
- Barypeithes formaneki
- Barypeithes interpositus
- Barypeithes liptoviensis
- Barypeithes mollicomus
- Barypeithes pellucidus
- Barypeithes purkynei
- Barypeithes trichopterus
- Barypeithes vallestris